# Marie Tepe
Pour les articles homonymes, voir Brose et Tepe.
Marie Brose Tepe Leonard  (née Marie Brose et connue sous le nom de Mary Tepe et French Mary), est une vivandière d'origine française qui combattit pour l'armée de l'Union pendant la guerre de Sécession. Elle servit dans les 27e (en) et 114e régiments d'infanterie de Pennsylvanie (en).

## Biographie

### Enfance
On sait peu de choses sur les débuts de la vie de Marie Tepe. Née Marie Brose, elle est née à Brest le 24 août 1834. Son père était turc et sa mère française. On ne sait pas quand elle immigra aux États-Unis, mais on estime qu'elle le fit à l'âge de quinze ans. Vers 1854, elle épousa un tailleur de Philadelphie nommé Bernhard Tepe.

### Guerre de Sécession
Son mari s'engagea comme simple soldat dans le 27e régiment d'infanterie de Pennsylvanie. Il voulait qu'elle restât à l'arrière et tînt leur boutique de couture pendant son service, mais elle devint membre du même régiment.
Pendant que l'unité marchait vers Philadelphie, Tepe était chargée de transporter un tonneau de plus de 5 litres, pour le whisky ou l'eau. Au camp, elle vendait diverses marchandises aux soldats jusqu'à la première bataille de Bull Run, où elle exerça à l'hôpital du régiment. Son séjour au sein du 27e régiment d'infanterie se termina lorsque son mari et ses amis, alors qu'ils étaient en état d'ébriété, lui volèrent 1 600 dollars.
L'opportunité d'être une vivandière la rappela au service. Elle rejoignit Charles Henry Tucker Collis et son régiment de zouaves, le 114e de Pennsylvanie.
Dans ce régiment, elle recevait une solde de soldat avec un supplément de vingt-cinq cents pour chaque jour passé à travailler à l'hôpital. Elle devient la "fille du régiment". Elle travailla au sein du 114e de Pennsylvanie en tant que cantinière, cuisinière, laveuse et raccommodeuse de vêtements. Après une bataille de Chancellorsville particulièrement meurtrière, elle commença à travailler dans un hôpital de campagne. Marie Tepe et Anna Etheridge (en) furent décorées de la Croix de Kearny (en) le 16 mai 1863, après leur travail dans la bataille de Chancellorsville, bien que Marie Tepe ait refusé cette récompense. Elles furent les seules femmes récompensées sur 300 médaillés.
Accompagnant le 114e lors de nombreuses campagnes, elle fut la plupart du temps épargnée par les blessures. Elle aurait été blessée à la cheville pendant la bataille de Fredericksburg, mais elle eut de la chance. Selon un récit, elle fut sous le feu de l'ennemi treize fois au total. Lors de la bataille de Chancellorsville, Tepe endura des conditions particulièrement dangereuses pour apporter de l'eau aux troupes épuisées. Le régiment de Tepe était présent à la première bataille de Bull Run, Fair Oaks, Fredericksburg, Chancellorsville, Gettysburg et Spotsylvania.

### Après-guerre
Après la guerre, elle se maria un vétéran de la guerre civile nommé Richard Leonard, son précédent mari étant mort à Gettysburg. La mort de Bernard est contestée car les registres militaires indiquent qu'il survécut à la guerre et qu'il fut incorporé avec sa compagnie à Philadelphie, en Pennsylvanie, en 1864. Certains documents indiquent que le couple se serait rencontré durant la campagne de Petersburg et se serait marié à Culpeper, en Virginie.
En 1898, un journal rapporta qu'elle avait tenté de recevoir une pension pour son service militaire, mais aucun document n'indique qu'elle ait reçu cette pension. Par conséquent, elle devint indigente, développant des rhumatismes et souffrant toujours de sa blessure à la cheville contractée pendant la guerre.
Elle se suicida le 24 mai 1901 en buvant une dose mortelle de vert de Paris, une sorte de pigment de peinture (un pigment, rodenticide et insecticide)

## Sources
- "Marie Brose Tepe Leonard". Pennsylvania Civil War 150.
- Tsui, Bonnie (2006). She Went to the Field: Women Soldiers of the Civil War. Guilford: TwoDot..  (ISBN 0762743840).
- Hall, Richard H. (2006). Women on the Civil War Battlefront. Lawrence: University Press of Kansas. p. 259.  (ISBN 9780700614370).
- "Fearless French Mary". History Net.
- Leonard, Elizabeth D. (1999). All the Daring of the Soldier: Women of the Civil War Armies. New York: W.W. Norton and Company..  (ISBN 0393047121).